# 재커리 아서
재커리 아서(Zackary Arthur, 2006년 9월 12일 ~ )는 미국의 배우이다.
로스앤젤레스에서 태어났다.

## 출연 작품

### 영화
- 제5침공 (2016) - 샘 설리번 역
- 돈 컴 백 프롬 더 문 (2017, Don't Come Back from the Moon)
- 맘&대드 (2017) - 조시 라이언 역

### 텔레비전
- 처키 (2021-24)